# Aa (Nethe)
Die Aa ist ein 20,6 km langer, orografisch linker Nebenfluss der Nethe in Nordrhein-Westfalen, Deutschland. Als Nebenfluss der Nethe gehört die Aa zum Flusssystem der Weser.

## Historische Namen
Die Aa hatte im Mittelalter den Namen Riesel. So erscheint sie in ihrem ersten schriftlichen Beleg von 1326 als „in fluvius … Rysele“. Dieser Name leitet sich wahrscheinlich vom mittelhochdeutschen Wort rise mit der Bedeutung „Wasser-, Stein-, Holzrinne an einem Berg“ ab.

## Geographie
Die Aa entspringt am Osthang des zum Eggegebirge gehörenden Rehberges (427,4 m) auf einer Höhe von 350 m ü. NN, etwa 2 km östlich von Altenbeken und oberhalb vom Ostportal des Rehbergtunnels in Bad Driburg-Langeland. Zunächst in der Deutschen Grundkarte (DGK) als Großes Wasser gekennzeichnet (dieser Name wird dort für ein Flurstück oberhalb Herstes als Großewasser wieder aufgegriffen), fließt der Bach zunächst nach Osten und unterquert nach rund 2 km Flussstrecke die Bahnstrecke Herford–Altenbeken. Ab hier wird er auch in der Deutschen Grundkarte als Aa bezeichnet. Wenig später wendet sich die Aa in eine vorwiegend südöstliche Richtung und passiert die Ortschaft Reelsen an deren östlichem Ortsrand. Bei Alhausen mündet linksseitig der durch den Ort fließende Rautebach, wobei die Aa wenige hundert Meter südwestlich am Ort vorbeifließt.
Östlich von Bad Driburg mündet rechtsseitig der von dort kommende Schwallenbach in die Aa. Nach der Unterquerung der Bahnstrecke Altenbeken–Kreiensen mündet ebenfalls rechterhand der Hilgenbach. Bei Herste mündet erneut rechtsseitig der Katzbach in die nun wieder in östliche Richtung fließende Aa. Der Katzbach ist mit 8,2 km Länge der längste Nebenfluss der Aa. Westlich von Istrup stößt dann linksseitig der Escherbach zur Aa hinzu. Nachdem der Fluss die Ortschaft Riesel durchflossen hat, mündet er südwestlich von Brakel als linker Nebenfluss auf 133 m ü. NN in die Nethe.
Auf ihrem 20,6 km langen Weg überwindet die Aa einen Höhenunterschied von 217 m, was einem mittleren Sohlgefälle von 10,5 ‰ entspricht. Die Aa entwässert ein Einzugsgebiet von 80,153 km². Die Aa führt bei starken Niederschlägen im Eggegebirge schnell größere Wassermassen durch das Aatal.

### Nebenflüsse
- Rautebach – 2,6 km[2] langer, linker Nebenfluss auf 193 m ü. NN[1]
- Schwallenbach – 5,0 km[2] langer, rechter Nebenfluss 181 m ü. NN[1]
- Hilgenbach – 5,5 km[2] langer, rechter Nebenfluss 172 m ü. NN[1]
- Katzbach – 8,2 km[2] langer, rechter Nebenfluss 155 m ü. NN[1]
- Escherbach – 4,9 km[2] langer, linker Nebenfluss 149 m ü. NN[1]

Eine Besonderheit ist der nur wenige hundert Meter lange, unbenannte, rechte Nebenstrom am südlichsten Punkt des Johannes-Gelhaus-Weges bei Reelsen, wo man ihn gut betrachten kann. Als Kalktuffquelle bildet er unter Beteiligung von Moosen kleine Sinterterrassen. Im Sommer fällt er ganz trocken.

### Mühlengräben
Reelsen, Alhausen, Istrup und Riesel besitzen noch einen alten Mühlengraben.

### Werksteinbrücken

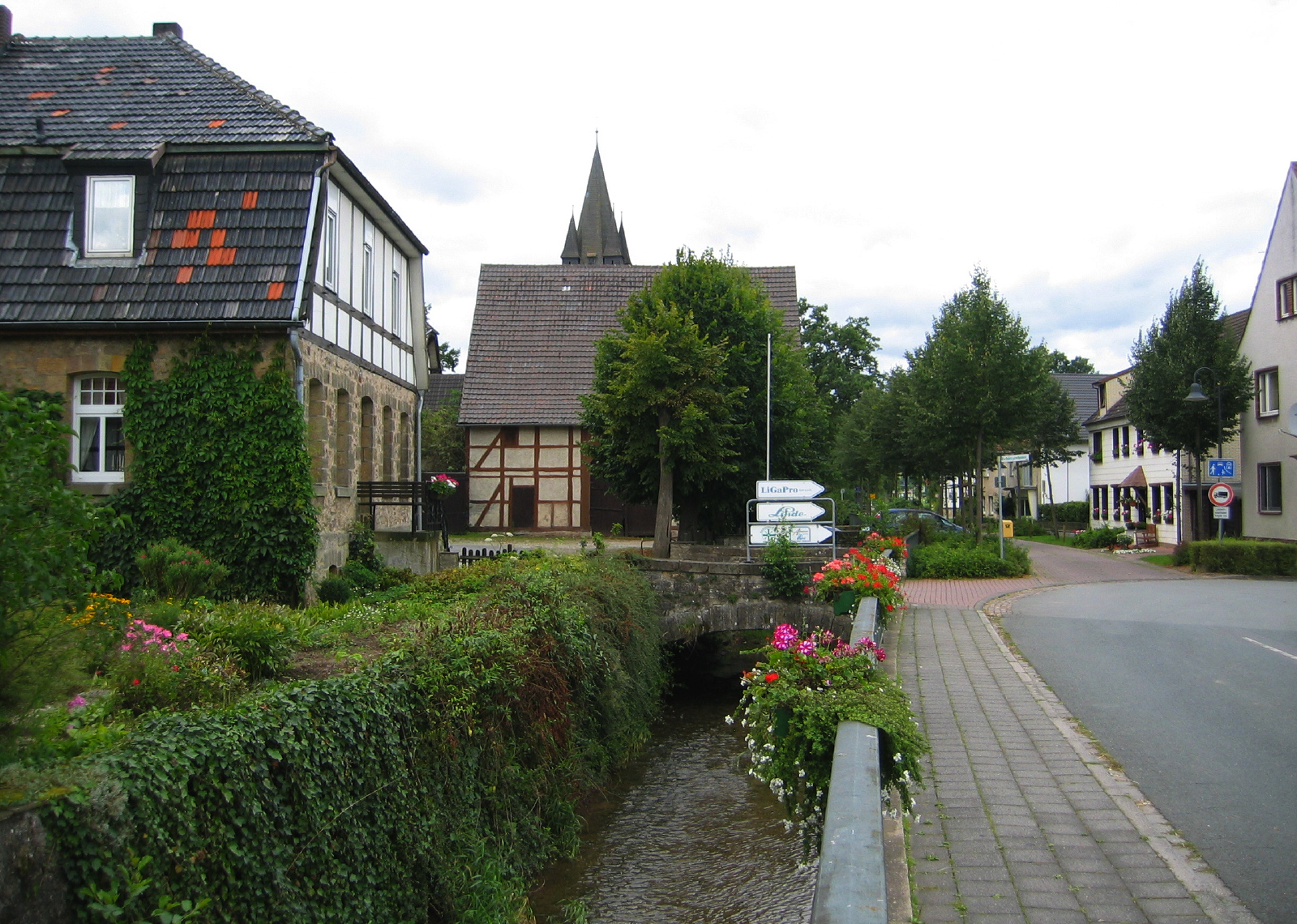
Der Katzbach in Herste

An der Aa gibt es noch einige erhaltene Brücken aus Werksteinen:
- An der Josefsmühle. Rundbrücke mit einem Bogen (durch eine einfache Betonbrücke ersetzt)
- Herste. Rundbogenbrücke über den Katzbach mit einem Bogen an der Heristiestraße, Zufahrt
- Istrup. Rundbogenbrücke mit vier Bögen an der Istruper Straße

## Bilder

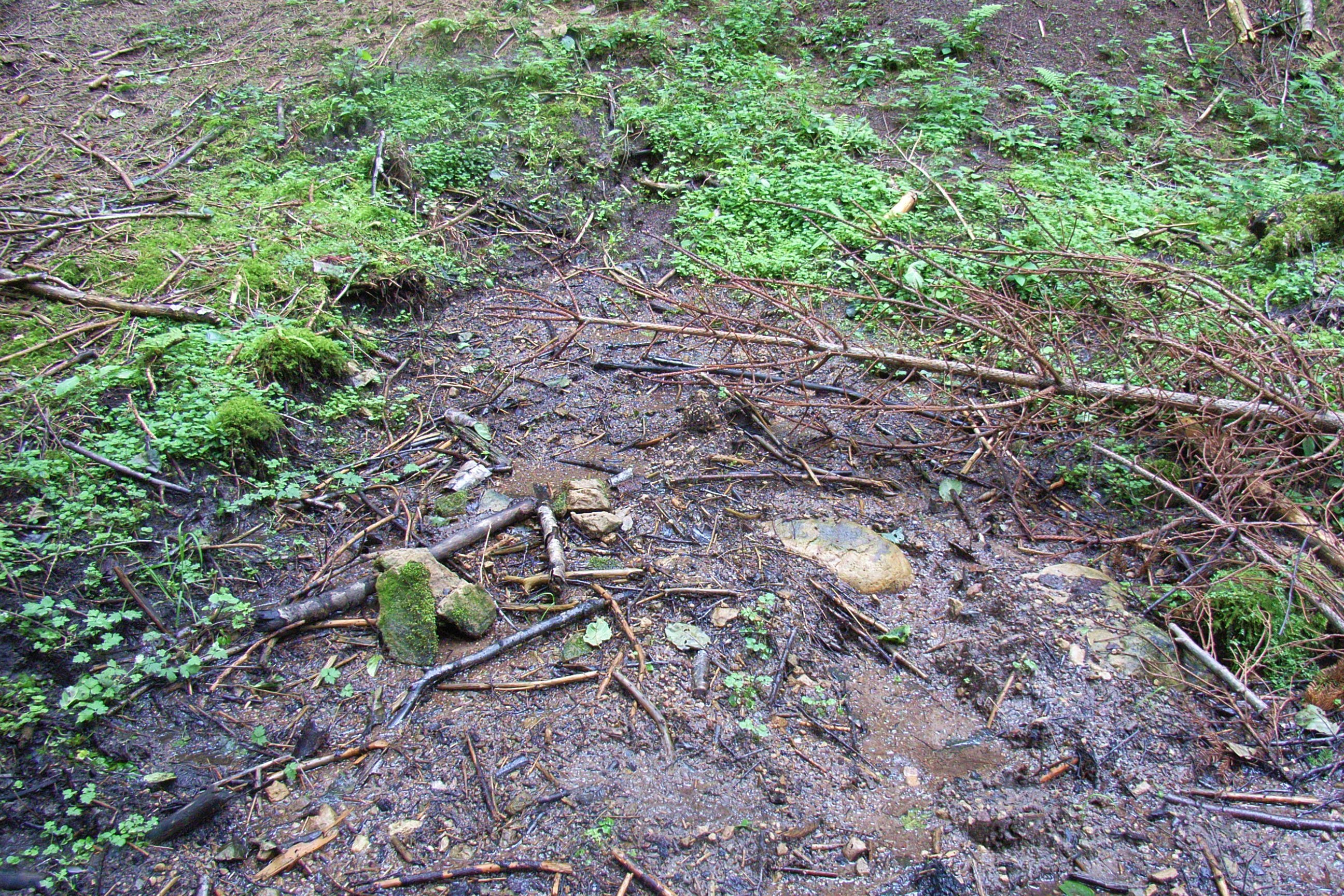
Die vermutlich höchstgelegene Quelle der Aa liegt direkt am Waldweg, wenn man vom Rehberg zur Quelle der Emmer nach Langeland absteigt.
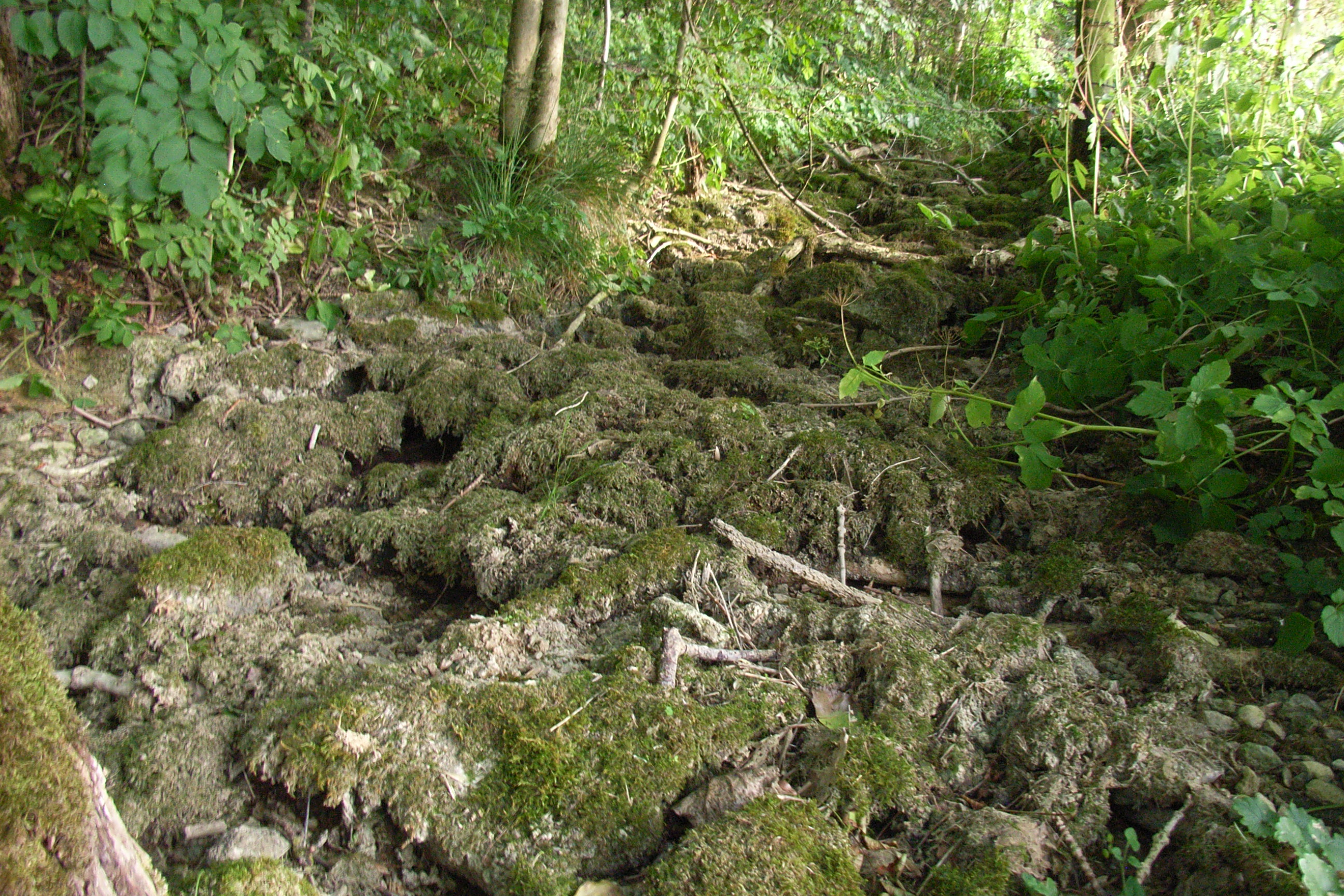
Trockengefallene Sinterterrassen
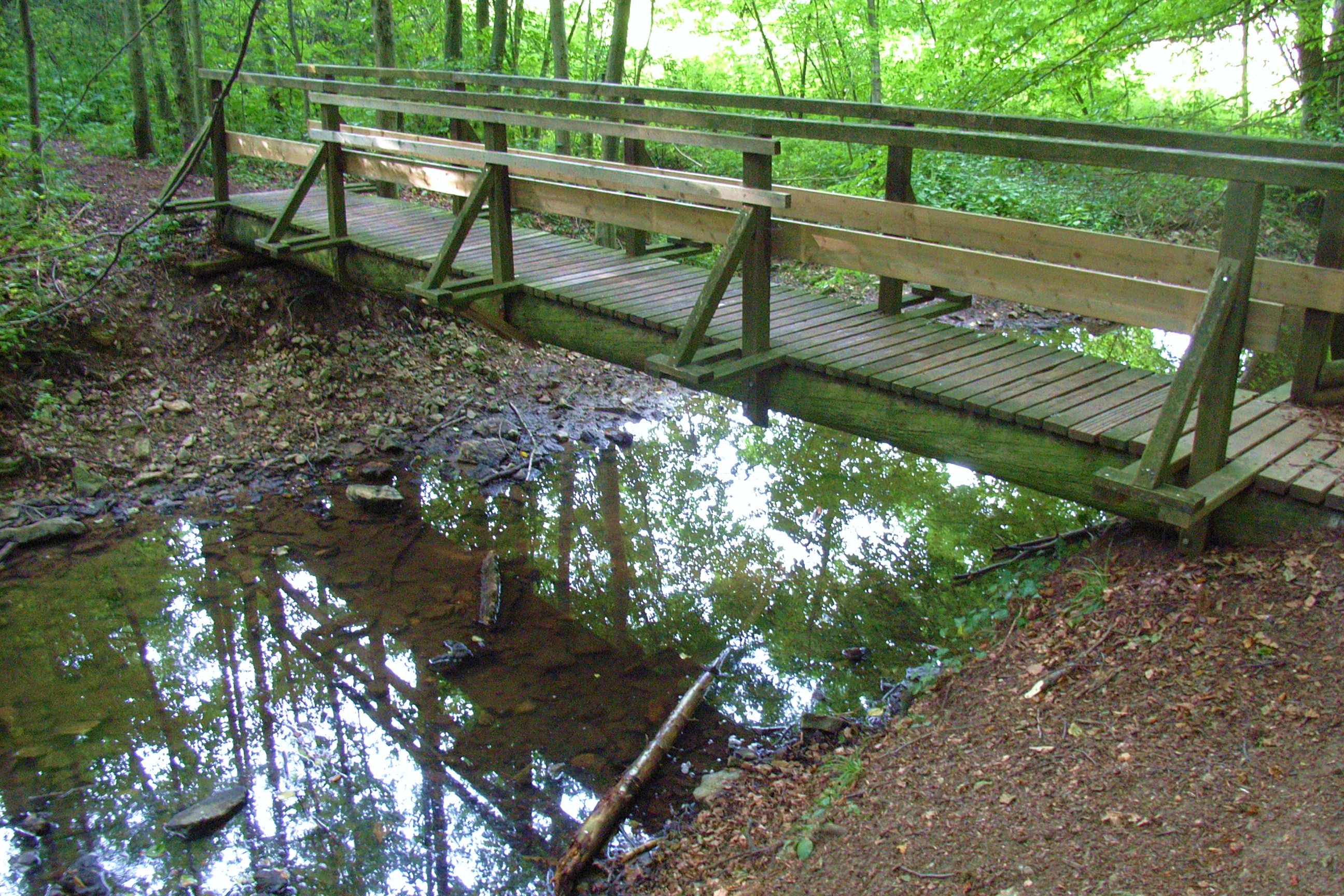
Südlich von Reelsen führt eine Holzbrücke den Johannes-Gelhaus-Weg über die Aa. Blick stromaufwärts. (5. August 2011)
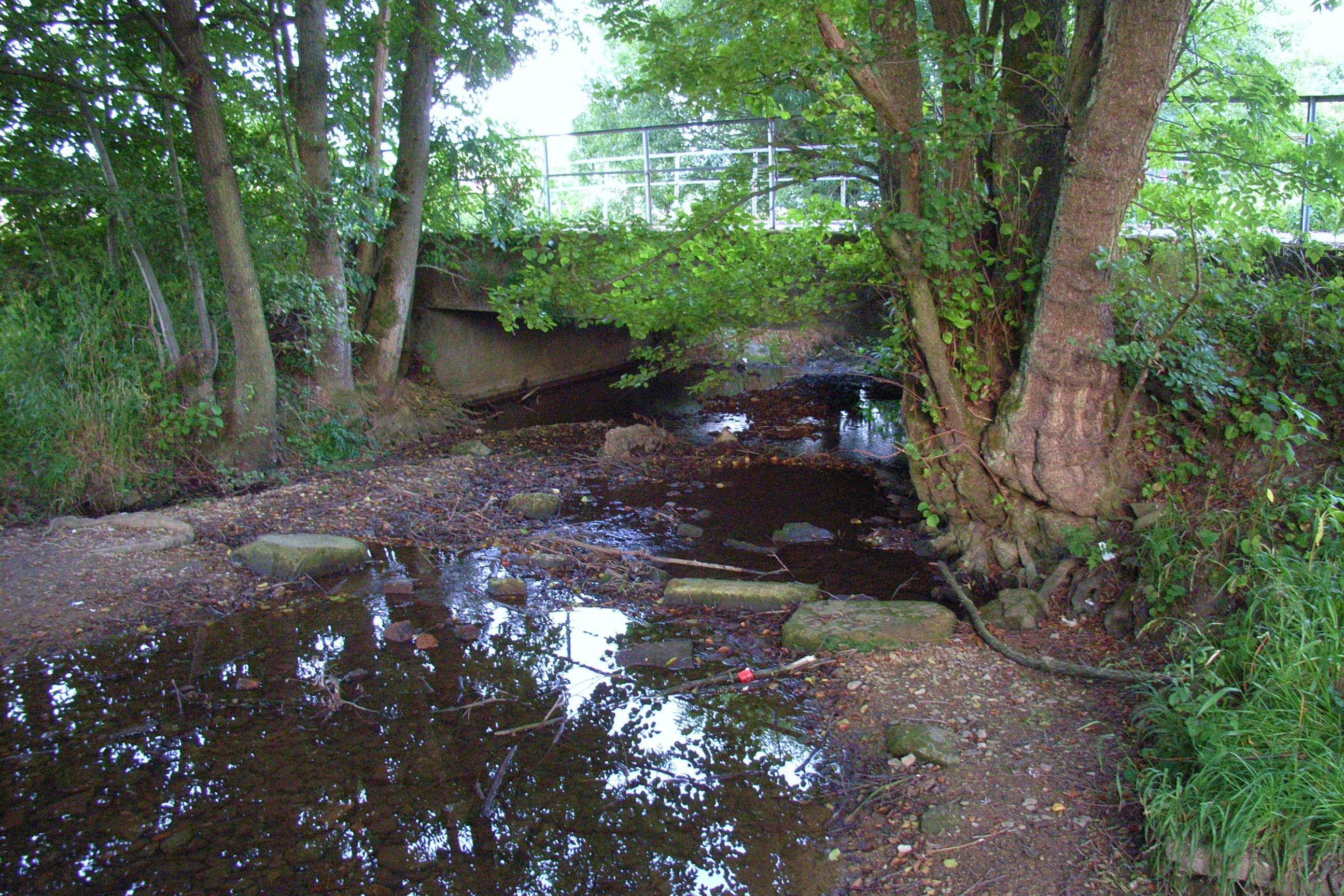
Brücke der Straße In der Stiege von Alhausen nach Bad Driburg. Obwohl die Aa zu diesem Zeitpunkt unterhalb Reelsens oberflächlich versiegt war und auch der Rautebach trocken lag, fließt hier wieder Wasser. Blick stromabwärts. (5. August 2011)

## Sonstiges
Siehe auch: Liste der Gewässer mit Aa